# 塞文奧克斯區
塞文奧克斯區（英語：Sevenoaks District），英國英格蘭東南區域肯特郡的一個非都市區（地方第二級區政府），市議會所在地，位於同名的塞文奧克斯。
該區成立於1974年4月1日，根據1972年地方政府法，該區包括城市區和鄉村地區等地構成。目前該區下轄54個民政教區。

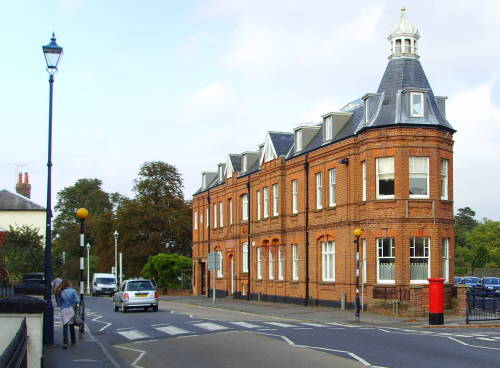